# Casa de los Ovando Perero

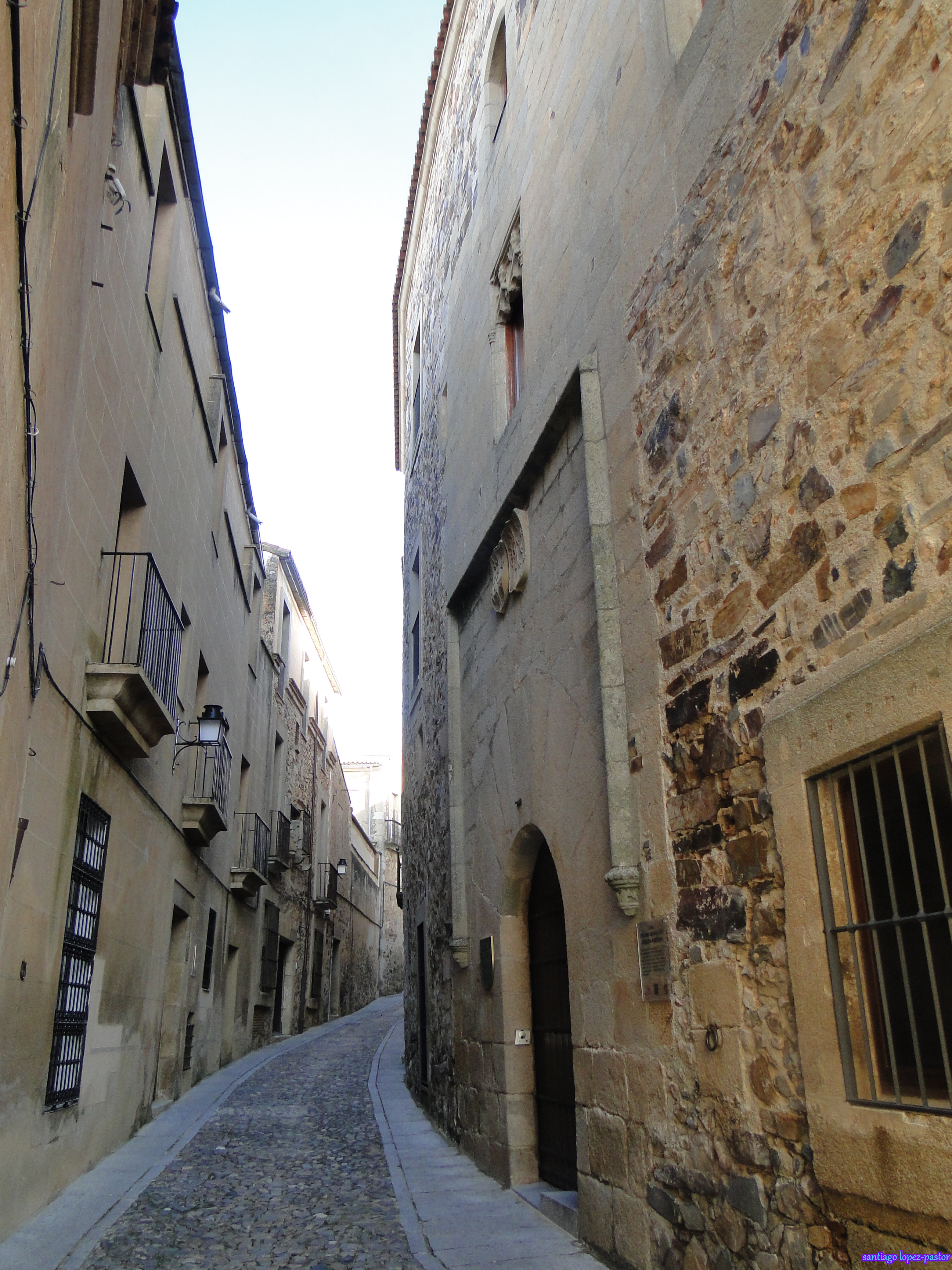
Casa de Ovando-Mogollón, Perero y Paredes

La Casa de los Ovando Perero es un edificio situado en el conjunto monumental de la ciudad de Cáceres.
Erróneamente denominada en ocasiones como Casa de Ovando Mogollón, Perero y Paredes debido a que en su fachada principal pueden verse los escudos de estas cuatro familias,  fue construida entre los siglos XV y XVI y posteriormente reformada.
La casa, de estilo gótico en la actualidad conforma junto al Palacio del Comendador de Alcuéscar las dependencias del Parador de Turismo de Cáceres.